# 李惟岳
李惟岳（8世纪?—782年），河北范阳（今北京、保定一帶）奚族人。唐代成德节度使李寶臣之子。
生年没有记载，其父李宝臣拥兵十万，形同割據，以其子李惟岳为成德行军司马。李寶臣晚年多猜忌，擔心李惟岳勢弱，屬下不服，故誅殺大將辛忠義等人。李寶臣死，軍中推李惟岳為留後。唐朝政府不准，李惟岳打算叛亂，舅父谷从政勸他稍安勿躁，惟岳不聽。
唐德宗任命张孝忠为成德节度使，与朱滔联兵讨伐李惟岳。建中三年(782年)正月，朱滔、張孝忠破李惟岳於鹿城（今河北辛集）。契丹籍的成德兵馬使王武俊倒戈，生擒李惟岳，缢死辕门外，传首京师。